# Агостини, Алессандро
Алесса́ндро Агости́ни (итал. Alessandro Agostini; род. 23 июля 1979, Винчи) — итальянский футболист, левый защитник; тренер.

## Карьера
Алессандро Агостини — воспитанник «Фиорентины». В 1998 году был арендован клубом «Пистойезе», где дебютировал 5 сентября 1999 года в игре с «Ферманой». Всего за клуб он выступал 2 года, проведя 33 игры. В 2000 году футболист вернулся в «Фиорентину», но через несколько недель был вновь отдан в аренду, в клуб «Тернана», с которым занял 7 место в серии В. На следующий сезон футболист вновь возвратился в «Фиорентину», отыграв 13 матчей.
Летом 2002 года перешёл в «Эмполи», но провёл лишь 2 игры и в зимнее трансферное окно перешёл в «Сиену», отыграв 11 встреч. Затем вернулся в «Эмполи», где вновь нечасто выходил на поле, сыграв 9 раз.
В январе 2004 года Агостини был арендован клубом «Кальяри» за 40 тыс. евро с возможностью выкупа трансфера за 450 тыс. евро. В первом же сезоне с командой Алессандро вышел в серию А, после чего его трансферный лист был выкуплен. В последующие сезоны Агостини оставался основным игроком команды, выступая на позиции левого защитника и при надобности в центре обороны клуба. Через несколько сезонов Агостини стал вице-капитаном клуба.
В октябре 2010 года вице-капитан «Кальяри» Агостини подрался с капитаном команды, Даниеле Конти; при этом Конти и Агостини провели наибольшее количество лет в клубе среди всех действующих футболистов: Конти играл за «Кальяри» одиннадцать лет, а Агостини семь. После этого главный тренер команды Пьерпаоло Бизоли не взял игроков на матч с «Кьево» и сказал: «Конти и Агостини больше не являются частью команды». Однако исполнительный директор «Кальяри» Франческо Маррокку не согласился с главным тренером: «Нет ничего непоправимого. Конти и Агостини являются ценными игроками „Кальяри“. Исключаю вариант, при котором они будут выставлены на трансфер».
3 мая 2022 года назначен главным тренером «Кальяри».
6 января 2023 года назначен главным тренером юношеского состава «Дженоа» (до 19 лет).